# Tournoi de tennis d'Andorre
L'Open Internacional d'Andorra, créé en 1993, est un tournoi professionnel de tennis du circuit ATP Challenger Tour qui se déroule de 1993 à 2004 sur surface dure en salle à Escaldes-Engordany, en Andorre et qui se tient fin novembre sur moquette avec une dotation de 125 000 $. C'est le premier tournoi Challenger à recevoir une dotation aussi élevée (avec Porto). En 1995, la dotation baisse à 100 000 $, puis à 75 000 $ en 1999. La compétition n'est pas organisée en 2000 et réapparait au calendrier en juin 2001 avec une dotation minimum de 25 000 $. Le tournoi est anciennement connu sous le nom de Open Banc Agricol. Il disparait du calendrier masculin en 2005.
En 2022, une édition féminine du tournoi voit le jour en fin de saison pour rejoindre les tournois classés en WTA 125.

## Palmarès dames

### Simple
| No | Date       | Nom et lieu du tournoi                  | Catégorie | Dotation  | Surface    | Vainqueure            | Finaliste        | Score     |         |
| -- | ---------- | --------------------------------------- | --------- | --------- | ---------- | --------------------- | ---------------- | --------- | ------- |
| 1  | 28-11-2022 | Crèdit Andorrà Open, Andorre-la-Vieille | WTA 125   | 115 000 $ | Dur (int.) | Alycia Parks          | Rebecca Peterson | 6-1, 6-4  | Tableau |
| 2  | 27-11-2023 | Creand-Andorrà Open, Andorre-la-Vieille | WTA 125   | 115 000 $ | Dur (int.) | Marina Bassols Ribera | Erika Andreeva   | 7-5, 7-63 | Tableau |

### Double
| No | Date       | Nom et lieu du tournoi                 | Catégorie | Dotation  | Surface    | Vainqueures                       | Finalistes                           | Score     |         |
| -- | ---------- | -------------------------------------- | --------- | --------- | ---------- | --------------------------------- | ------------------------------------ | --------- | ------- |
| 1  | 28-11-2022 | Crèdit Andorrà Open Andorre-la-Vieille | WTA 125   | 115 000 $ | Dur (int.) | Cristina Bucșa Weronika Falkowska | Angelina Gabueva Anastasia Zakharova | 7-64, 6-1 | Tableau |
| 2  | 27-11-2023 | Creand-Andorrà Open Andorre-la-Vieille | WTA 125   | 115 000 $ | Dur (int.) | Erika Andreeva Céline Naef        | Timea Babos Heather Watson           | 6-2, 6-1  | Tableau |

## Palmarès messieurs

### Simple
| Date | Vainqueur        | Finaliste         | Score          |
| ---- | ---------------- | ----------------- | -------------- |
| 1993 | Jörn Renzenbrink | Ronald Agénor     | 6-4, 5-7, 6-3  |
| 1994 | Paul Wekesa      | Cristiano Caratti | 6-4, 7-5       |
| 1995 | Alex Rădulescu   | Kenneth Carlsen   | 6-4, 3-6, 7-6  |
| 1996 | Justin Gimelstob | Sandon Stolle     | 6-4, 6-2       |
| 1997 | Gianluca Pozzi   | Nicolas Escudé    | 7-6, 4-6, 6-3  |
| 1998 | Justin Gimelstob | George Bastl      | 6-3, 2-6, 7-6  |
| 1999 | Justin Gimelstob | Max Mirnyi        | 4-6, 7-66, 7-5 |
| 2000 | Pas de tournoi   | Pas de tournoi    | Pas de tournoi |
| 2001 | Noam Okun        | Christian Vinck   | 6-2, 6-4       |
| 2002 | Dick Norman      | Ivo Karlović      | 6-4, 6-4       |
| 2003 | Grégory Carraz   | Jimmy Wang        | 6-2, 6-3       |
| 2004 | Kevin Kim        | Gilles Muller     | 6-4, 6-0       |

### Double
| Date | Vainqueurs                              | Finalistes                            | Score          |
| ---- | --------------------------------------- | ------------------------------------- | -------------- |
| 1993 | Yevgeny Kafelnikov Fernon Wibier        | Cristian Brandi Francisco Roig        | 6-3, 6-2       |
| 1994 | Anders Järryd Mikael Tillström          | Greg Rusedski Paul Wekesa             | 7-6, 6-3       |
| 1995 | Ken Flach Kelly Jones                   | Fernon Wibier Chris Woodruff          | 6-4, 6-3       |
| 1996 | Tomás Carbonell Francisco Roig          | Nebojša Đorđević Aleksandar Kitinov   | 6-2, 4-6, 6-1  |
| 1997 | Nicolas Escudé Jérôme Golmard           | Tom Kempers Menno Oosting             | 6-4, 6-4       |
| 1998 | Justin Gimelstob Jack Waite             | Massimo Ardinghi Vincenzo Santopadre  | 2-6, 6-3, 6-4  |
| 1999 | Juan Ignacio Carrasco Jairo Velasco Jr. | Scott Humphries Peter Nyborg          | 7-5, 7-67      |
| 2000 | Pas de tournoi                          | Pas de tournoi                        | Pas de tournoi |
| 2001 | Denis Golovanov Tuomas Ketola           | Julián Alonso Jairo Velasco Jr.       | 6-3, 6-4       |
| 2002 | Wesley Moodie Shaun Rudman              | Hermes Gamonal Ricardo Mello          | 6-2, 6-1       |
| 2003 | Rik De Voest Tuomas Ketola              | Ricardo Mello Alexandre Simoni        | 6-4, 3-6, 6-4  |
| 2004 | Gilles Muller Aisam-Ul-Haq Qureshi      | Santiago González Alejandro Hernández | 6-3, 7-5       |